# Phase One
Phase One — датская компания, специализирующаяся на выпуске высококлассного фотооборудования и программного обеспечения для работы с фотоиллюстрациями. Основной продукцией являются цифровые задники для среднеформатных фотоаппаратов с разрешением до 150 мегапикселей, и операционные системы для них. Не менее широкую известность получил графический редактор Capture One, предназначенный для работы с фотографиями в формате RAW. Приложение поддерживает обработку «сырых» файлов практически всех известных цифровых фотоаппаратов.

## История
В 2007 году Phase One заключила соглашение с японской компанией Mamiya о разработке совместного продукта, представляющего собой цифровой зеркальный фотоаппарат с большой матрицей. Первая модель проектировалась на основе выпускавшейся с 1975 года аналоговой камеры «Mamiya 645». Результатом стало новое семейство «Mamiya 645D», которое маркируется также «Phase One 645D», в зависимости от маркетинговых особенностей целевого рынка. В 2015 году консорциум представил новую фотосистему XF, которую позиционирует как открытую платформу, совместимую с принадлежностями разных брендов. Одним из самых дорогих представителей семейства стал фотоаппарат «Phase One XF 100MP» с задником IQ3 разрешением 100 мегапикселей.